# Air America (авиакомпания)
Air America — американская пассажирская и грузовая авиакомпания, основанная в 1946 году, тайно принадлежавшая и управляемая Центральным разведывательным управлением (ЦРУ) с 1950 по 1976 годы. Она обеспечивала и поддерживала тайные операции в Юго-Восточной Азии во время войны во Вьетнаме, включая поддержку контрабанды наркотиков в Лаосе.

## Ранняя история
Civil Air Transport (CAT) была создана Клэром Шеннолтом и Уайтингом Уиллауэром в 1946 году в качестве воздушного транспорта Китайского национального управления по оказанию помощи и реабилитации (CNRRA) для доставки грузов и продовольствия по воздуху в послевоенный Китай. Вскоре она была задействована для поддержки Чан Кайши и гоминьдановских сил в гражданской войне между ними и коммунистами под руководством Мао Цзэдуна. Многие из её первых пилотов были ветеранами боевых групп Шеннолта времён Второй мировой войны, широко известных как «Летающие тигры». К 1950 году, после поражения войск Кайши и их отступления на Тайвань, авиакомпания столкнулась с финансовыми трудностями. В августе 1950 года ЦРУ выкупило Chennault and Willauer, продолжая работать как CAT, до 1959 года, когда она сменила своё название на Air America.
Девизом Air America было «Всё, всегда и везде — профессионально». Самолёты Air America, включая C-46 Commando, PC-6 Porter, DHC-4 Caribou, C-130 Hercules, и C-123 Provider, а также вертолёты UH-34, Bell 204, Bell 205 и Boeing CH-47 Chinook, доставили многие типы грузов в такие страны, как Республика Вьетнам, Королевство Лаос и Камбоджа. Они действовал с баз в этих странах, а также с баз в Таиланде, на Тайване и в Японии. Иногда он также выполнял сверхсекретные миссии в Бирме и Китайской Народной Республике.

## Война во Вьетнаме

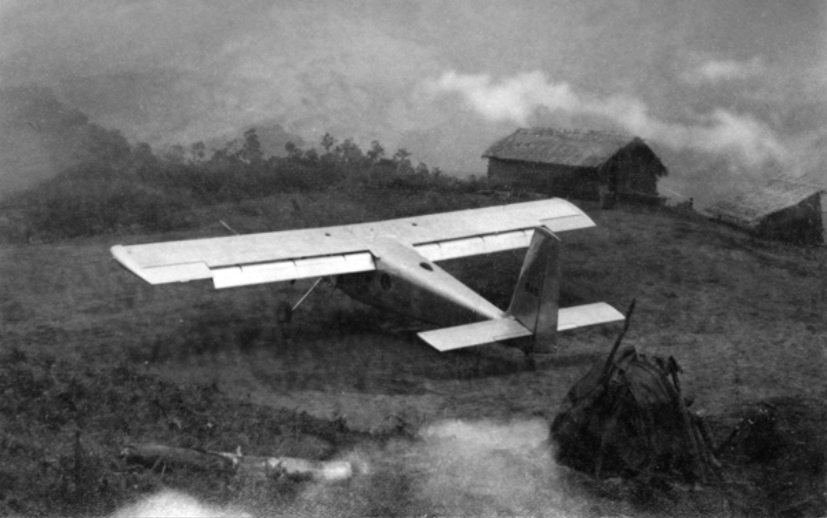
Самолёт Helio Courier на тайной взлётно-посадочной полосе в Лаосе

С 1959 по 1962 год авиакомпания оказывала прямую и косвенную поддержку американским спецподразделениям «Ambidextrous», «Hotfoot» и «White Star», которые тренировали регулярные королевские вооружённые силы Лаоса.
С 1962 по 1975 годы Air America вводила и выводила американский персонал, обеспечивала материально-техническую поддержку Королевской армии Лаоса, армии хмонгов под командованием генерал-майора Ванг Пао и боевых тайских добровольческих сил, доставляла беженцев и выполняла миссии фото-разведки, которые предоставил разведданные о деятельности Вьетконга. Его самолёты с гражданской маркировкой часто использовались Седьмыми/Тринадцатыми военно-воздушными силами для проведения операций по поиску и спасению американских пилотов, сбитых по всей Юго-Восточной Азии. Пилоты Air America были единственными гражданскими служащими, не сертифицированными Федеральным управлением гражданской авиации, которые имели право управлять военными самолётами, в боевых условиях.
К середине 1970 года у авиакомпании было два десятка двухмоторных транспортных самолётов, реактивные самолёты Boeing 727 и Boeing 747, 20 легкомоторных и 30 вертолётов, предназначенных для операций в Бирме, Камбодже, Таиланде и Лаосе. В Лаосе, Вьетнаме и Таиланде находилось более 300 пилотов, вторых пилотов, авиамехаников и специалистов по авиаперевозкам. В 1970 году Air America доставила в Лаос 21 000 тонн продуктов питания. Общий налёт вертолётов в том же году превысил 4000 часов в месяц..

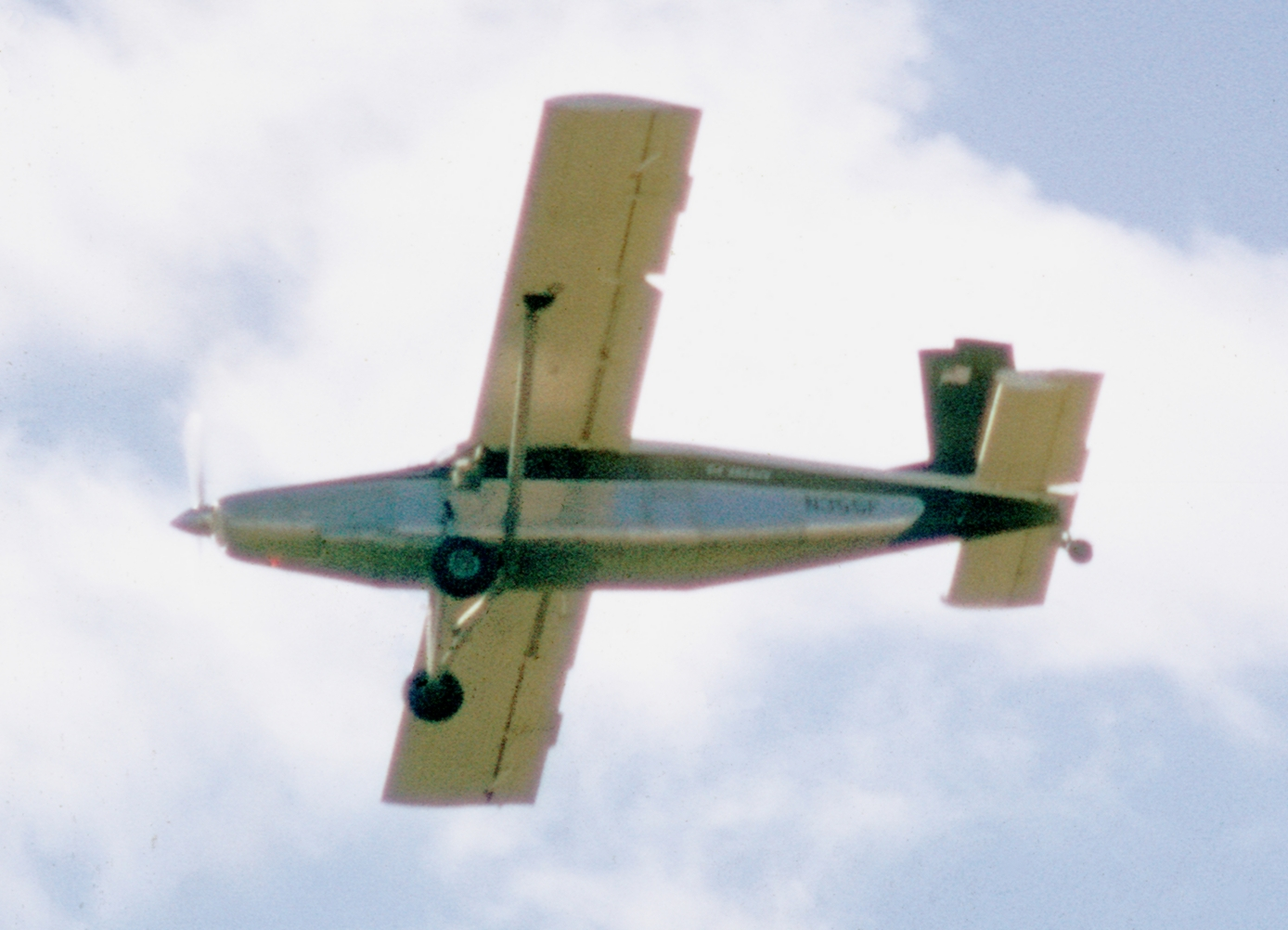
Pilatus PC-6 Porter компании Air America

Air America обслуживала рейсы с гражданскими лицами, дипломатами, шпионами, беженцами, коммандос, диверсионными группами, врачами, ранеными, офицерами по борьбе с наркотиками и даже организовывала визиты VIP-персон, таких как Ричард Никсон, во всей Юго-Восточной Азии. Часть операций ЦРУ в Лаосе, в том числе материально-техническая поддержка местных племён, сражающихся с силами Северного Вьетнама и Патет Лао, также была организована с помощью самолётов Air America. Проведение «политики принудительный политики урбанизации», такой как повсеместное применение агент «оранж» на вьетнамских сельскохозяйственных угодьях, привёл к нарушению местного производства продуктов питания, поэтому приходилось доставлять тысячи тонн продуктов питания, включая живых кур, свиней, водяных буйволов и крупный рогатый скот. Вдобавок к поставкам еды добавились военные логистические требования, и пилоты Air America совершили тысячи перелётов, перевозя и сбрасывая с воздуха боеприпасы и оружие дружественным США силам.
Когда в 1975 году армия Северного Вьетнама захватила Южный Вьетнам, вертолёты Air America участвовали в операции «Порывистый ветер» по эвакуации как граждан США, так и жителей Южного Вьетнама, связанных с американцами. На знаменитой фотографии, сделанной голландским фотографом Хубертом ван Эсом, был запечатлён вертолёт Air America, эвакуирующий людей из многоквартирного дома по улице Гиа Лонг, 22, который использовался сотрудниками USAID и ЦРУ.

### Контрабанда наркотиков
Самолёты Air America перевозили наркотики во время секретной войны ЦРУ в Лаосе, хотя есть споры о том, принимали ли Air America и ЦРУ активное участие или просто позволяли другим перевозить наркотики. Во время войны ЦРУ использовало хмонгов-мяо для борьбы с повстанцами Патет Лао. Из-за войны против Патет Лао хмонги зависели от выращивания мака для получения твёрдой валюты. Равнина Фляг была захвачена повстанцами Патет Лао в 1964 году, в результате чего ВВС Лаоса не смогли посадить свой транспортный самолёт C-47 на Долину кувшинов для перевозки опиума. В ВВС Лаоса почти не было лёгких самолётов, которые могли бы приземлиться на грунтовые взлётно-посадочные полосы возле маковых полей на вершинах гор. Не имея возможности перевезти свой опиум, хмонги столкнулись с экономическими потерями. Air America была единственной авиакомпанией, действовавшей на севере Лаоса. Air America начала доставлять опиум из горных деревень к северу и востоку от Долины кувшинов в штаб-квартиру генерала Ванг Пао в Лонг Тиенг.
Считается, что Air America получала прибыль от перевозки опиума и героина от лидера хмонгов Ванг Пао или «закрывала глаза» на то, что это делали лаосские военные. Это утверждение было поддержано бывшим поверенным ЦРУ в Лаосе Энтони Пошепным, бывшими пилотами Air America и другими людьми, участвовавшими в войне. Это также показано в фильме Эйр Америка. Однако авиационный историк Университета Джорджии Уильям М. Лири пишет, что Air America не участвовала в торговле наркотиками, ссылаясь на Джозефа Вестермейера, врача и работника общественного здравоохранения, проживавшего в Лаосе с 1965 по 1975 год, заявившего что «американские авиакомпании никогда сознательно не перевозили опиум в Лаос или из Лаоса, а их пилоты никогда не получали прибыли от его транспортировки». Авиационный историк Кертис Пиблз также отрицает, что сотрудники Air America принимали участие в транспортировке опиума.
Историк Альфред В. Маккой заявил, что:

В большинстве случаев роль ЦРУ заключалась в различных формах соучастия или умышленного замалчивания о наркоторговле, а не в ней самой… ЦРУ не занималось героином, но имело связи с наркобаронами получавшими от неё транспорт, оружие и политическую защиту.— Альфред В. Маккой

## После войны

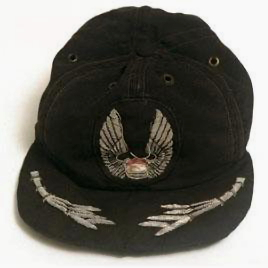
Кепка пилота Air America

После ухода из Южного Вьетнама в 1975 году была предпринята попытка сохранить присутствие компании в Таиланде. После того, как это провалилось, Air America была распущена 30 июня 1976 года. Air Asia, владевшая всеми активами Air America, позже была куплена Evergreen International Airlines. Вся выручка компании в сумме 20—25 миллионов долларов была возвращена в Казначейство США. Сотрудники были уволены без всяких похвал и льгот даже для тех, кто остался инвалидом, и без выплаты пособий семьям сотрудников, погибших в результате боевых действий.
Такие льготы предоставлялись за счёт страховки компенсации рабочим, требуемой контрактами с ВВС США, о которых мало кто знал. Многие пилоты-инвалиды в конечном итоге получили компенсацию в соответствии с федеральным законом о грузчиках после длительных судебных разбирательств с чиновниками ЦРУ, годами отрицавшими свою связь с авиакомпанией. Многие умерли от полученных травм до того, как получили компенсацию. Сообщается, что отчёты об авариях были сфальсифицированы, отредактированы и заблокированы сотрудниками ЦРУ, которые продолжали отрицать какую-либо связь с описанными в них событиями.
Впоследствии пилоты Air America пытались добиться повышения федеральных пенсий.

## В культуре
- «Эскадрилья «Летучая мышь»» — восточногерманский фильм 1958 года основанный на работе авиакомпании во время войны в Индокитае.
- «Эйр Америка» (англ. Air America) — американский кинофильм 1990 года режиссёра Роджера Споттисвуда с Мелом Гибсоном и Робертом Дауни-младшим в главных ролях.

## Флот
За время своего существования Air America эксплуатировала разнообразный парк самолётов, большинство из которых имели возможность использовать короткую взлётно-посадочную полосу. Между некоторыми компаниями, такими как Air America, Boun Oum Airways, Continental Air Services, Inc и ВВС США, существовала «текучесть» авиалайнеров. Подразделения ВВС и армейской авиации США нередко предоставляли Air America самолёты для выполнения конкретных задач. Air America обычно регистрировала свои самолёты на Тайване. Они работали в Лаосе без префикса национальности. Военные самолёты США часто использовались с последними тремя цифрами военного серийного номера в качестве гражданской маркировки. Первые два самолёта Air America прибыли во Вьентьян, Лаос, 23 августа 1959 года. Полёты Air America из Удорна были прекращены 30 июня 1974 года. 31 января 1974 года Совет по гражданской авиации США лишил Air America права на полёты.

### Самолёты

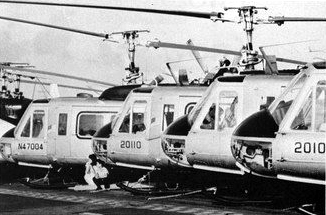
Эвакуация вертолётов Bell 205 Air America на борту авианосца USS Hancock, 1975 год.

- Beech 18[17] They were called Volpars in Air America service.[18]
- Beech Baron
- Boeing 727-92C
- Boeing 747-100
- Consolidated PBY-5A Catalina
- Curtiss C-46
- de Havilland DH.89A Dragon Rapide
- DHC-2 Beaver
- DHC-4 Caribou
- DHC-6 Twin Otter-300
- Dornier Do 28 Skyservant
- Douglas A-26 Invader
- Douglas C-47
- Douglas DC-4
- Douglas DC-6A/B
- Fairchild C-119 Flying Boxcar
- Fairchild C-123B And K Provider
- Helio Courier
- Helio Twin Courier
- Lockheed L.1049H Constellation
- Lockheed C-130A/E Hercules
- Pilatus Turbo-Porter
- Piper Apache

### Вертолёты
- Bell 47
- Bell 204B
- Bell 205
- Boeing-Vertol CH-47C Chinook
- Hughes 500D
- Hughes OH-6A Cayuse
- Sikorsky S-55/H-19
- Sikorsky H-34
- Sikorsky CH-54 Skycrane

## Air Asia
Air Asia была дочерней компанией Air America, предоставлявшей технические и управленческие услуги, а также сдававшей в аренду оборудование для компании Civil Air Transport. Штаб-квартира Air Asia находилась в Тайбэе, а её основные объекты — в Тайнане, Тайвань. Сейчас она базируется в аэропорту Тайнаня. Это единственная оставшаяся компания Pacific Corporation, но в настоящее время она принадлежит Тайваньской аэрокосмической корпорации и больше не связана с ЦРУ.

## Повторное использование названия
В 1980-х годах компания Total Air из Лос-Анджелеса сменила название на Air America. Возрождённая Air America эксплуатировала широкофюзеляжные лайнеры Lockheed L-1011 TriStar на рейсах в Балтимор, Детройт, Гонолулу и Лондон.

## Авиакатастрофы и происшествия
- 5 мая 1954 года самолёт C-119 был сбит в Лаосе после попадания огня с земли. Пилоты Джеймс Б. Макговерн-младший и Уоллес Буфорд погибли. Останки Макговерна были опознаны только в сентябре 2006 года[22].
- 5 сентября 1963 года самолёт C-46 был сбит наземным огнём и разбился примерно в двух километрах от Чепоне в провинции Саваннакхет. Американец Юджин ДеБруин, китаец Ю Си То и трое тайцев, Писидхи Индрадат, Прасит Промсуван и Прасит Тани, спрыгнули с парашютом в безопасное место, но были немедленно схвачены бойцами Патет Лао. Джозеф С. Чейни и Чарльз Херрик погибли в результате крушения. ДеБруин, То, Промсуван и Тани пропали без вести. Писидхи Индрадат был спасён в январе 1967 года.
- 20 августа 1965 года вертолёт UH-34 потерпел крушение и затонул в реке Меконг. Трём членам экипажа, пилоту Бобби Нунезу, второму пилоту Кэлхуну и бортмеханику Стиву Николсу, удалось спастись, а четверо пассажиров утонули. Пилот, сбившийся с пути, г-н Кэлхун, ранее был причастен к потере другого вертолёта UH-34[23][24].
- 27 сентября 1965 года самолёт C-45 был сбит огнём из стрелкового оружия при попытке приземлиться возле взлётно-посадочной полосы Бао Трай, в провинции Хау Нгиа, Вьетнам. Пилоты Джон Лердо Ойер и Джек Джей Уэллс погибли в результате крушения.
- 12 января 1968 года вертолёт Air America Bell UH-1D, пилотируемый Тедом Муром и Гленом Вудсом, сбил Ан-2 во время битвы за 85-й участок Лимы[25].
- 16 января 1969 года самолёт Douglas C-47A разбился на перевале Хайван, в 29 км к югу от Хюэ, Южный Вьетнам. Самолёт выполнял грузовой рейс из международного аэропорта Фубай в международный аэропорт Дананга. Все 12 пассажиров и членов экипажа погибли[26].
- 22 февраля 1970 года вертолёт UH-34 только что закончивший доставку припасов силам Мяо, оборонявшим аэродром Сиенг Кхусанг, когда по нему был открыт снайперский огонь; Пилот Р. К. Меркл из Форт-Уэрта был убит; Второй пилот Джон Форд взял под свой контроль вертолёт и приземлился на американской авиабазе[27].
- 27 декабря 1971 года самолёт C-123K с аэродрома Удорн, Таиланд, направился в район Ксиенхом, провинция Ксайнабули, Лаос[28]. Самолёт выполнял плановую операцию по пополнению запасов Агентства США по международному развитию, и в последний раз он выходил на связь, когда он находились к северо-востоку от Саябури. Лаос. Самолёт и четыре члена экипажа пропали без вести. 25 сентября 2018 года были опознаны останки пилота Джорджа Л. Риттера[29], второго пилота Роя Ф. Таунли[30] и члена экипажа Эдварда Дж. Вайссенбека[31].
- Весной 1972 года у C-7A Caribou, перевозившего королевские войска Лаоса, произошёл одновременный отказ двух двигателей при заходе на посадку. Оба пилота получили серьёзные травмы.
- 29 декабря 1973 года самолёт Douglas C-53D вылетел за пределы взлётно-посадочную полосы при посадке в аэропорту Далат, Южный Вьетнам. Самолёт был существенно повреждён и не был эвакуирован из-за наличия мин в этом районе. Он выполнял нерегулярный пассажирский рейс. Все девять человек находившихся на борту выжили[32].
- 29 апреля 1975 года самолёт Douglas VC-47A разбился при посадке на аэродроме Королевских ВМС Таиланда У-Тапао в Саттахипе. Самолёт летел из международного аэропорта Таншоннят, Сайгон, Вьетнам[33].